# Zonsverduistering van 2 augustus 2027

Animatie zonsverduistering
op 2 augustus 2027

De totale zonsverduistering van 2 augustus 2027 zal achtereenvolgens te zien zijn in de volgende landen: Marokko, Spanje, Portugal, Algerije, Tunesië, Libië, Egypte, Soedan, Saoedi-Arabië, Jemen en Somalië.

## Lengte

### Maximaal
Het punt met maximale totaliteit ligt vlak bij de Egyptische plaats Luxor en duurt 6m22,5s.

### Limieten
| Fenomeen                    | Code | Tijdstip UTC |
| --------------------------- | ---- | ------------ |
| Eerste contact bijschaduw   | P1   | 07:30:00.3   |
| Eerste contact kernschaduw  | U1   | 08:23:16.1   |
| Kernschaduw compleet vanaf  | U2   | 08:26:29.4   |
| Bijschaduw compleet vanaf   | P2   | 09:20:38.9   |
| Maximum eclips              | GE   | 10:06:28.6   |
| Bijschaduw compleet t/m     | P3   | 10:52:25.8   |
| Kernschaduw compleet t/m    | U3   | 11:46:31.6   |
| Laatste contact kernschaduw | U4   | 11:49:44.4   |
| Laatste contact bijschaduw  | P4   | 12:42:59.6   |

## Zichtbaarheid
Onderstaand overzicht toont in chronologische volgorde per land de gebieden waarin de totale verduistering te zien zal zijn :

### Europa

#### Spanje
| 1. Cádiz (2m57s) 2. Barbate (4m18s) 3. Tarifa (4m40s) 4. Estepona (3m40) 5. Marbella (3m19s) |

### Afrika

#### Marokko
| 1. Gharb-Chrarda-Béni Hsen 2. Tanger-Tétouan 3. Taza-Al Hoceïma-Taounate 4. Oriental |

#### Algerije
| 1. Tlemcen 2. Aïn Témouchent 3. Oran 4. Sidi-bel-Abbès 5. Mascara | 1. Saïda 2. Mostaganem 3. Relizane 4. Tiaret 5. Chlef | 1. Tissemsilt 2. Aïn Defla 3. Tipaza 4. Laghouat 5. Médéa | 1. Djelfa 2. Blida 3. Algiers 4. Bouira 5. M'Sila | 1. Tizi Ouzou 2. Bordj Bou Arréridj 3. Biskra 4. Béjaïa 5. Batna | 1. Sétif 2. El Oued 3. Mila 4. Oum el-Bouaghi 5. Constantine | 1. Khenchela 2. Guelma 3. Tébessa 4. Souk Ahras |

#### Tunesië
| 1. Tozeur 2. Kef 3. Gafsa 4. Kasserine 5. Kébili | 1. Siliana 2. Sidi Bouzid 3. Kairouan 4. Gabès 5. Sfax | 1. Sousse 2. Mahdia 3. Monastir 4. Médenine |

#### Libië
| 1. Benghazi 2. Al Marj 3. Al Wahat | 1. Al Jabal al Akhdar 2. Derna 3. Al Butnan |

#### Egypte
| 1. Matruh 2. Gizeh 3. Nieuwe Vallei 4. Minya | 1. Beni Suef 2. Rode Zee 3. Assioet 4. Suhaj | 1. Qina 2. Luxor 3. Aswan |

#### Soedan
| 1. Rode Zee |

#### Somalië
| 1. Sanaag 2. Bari |

### Midden-Oosten

#### Saoedi-Arabië
| 1. Mekka 2. Al-Bahah 3. Asir 4. Jizan 5. Najran |

#### Jemen
| 1. Sa'dah 2. Hajjah 3. 'Amran 4. Al Jawf 5. Sanaa (gouvernement) | 1. Al Mahwit 2. Ma'rib 3. Sanaa (gemeente) 4. Dhamar | 1. Al Bayda' 2. Shabwah 3. Hadramaut 4. Abyan |